# Mycomya accrescens
Mycomya accrescens är en tvåvingeart som beskrevs av Vaisanen 1984. Mycomya accrescens ingår i släktet Mycomya och familjen svampmyggor.
Artens utbredningsområde är Washington. Inga underarter finns listade i Catalogue of Life.